# TOKYOモーニングサプリ
『TOKYOモーニングサプリ』（とうきょう-）はTOKYO MXで生放送されていた朝の番組。1999年にスタートした白沢みき（2003年の番組終了後ニューヨーク在住→2005年帰国）の司会による『モーニングTOKYO』を母体に2003年4月からリニューアルした。2004年3月までは6:30～8:30だったが、2004年4月から7:00スタートの90分番組(祝日を除く)に短縮された。2009年3月27日で放送終了。

## キャスター
2003年の放送開始からは東京MXテレビの女性アナウンサーらが毎日日替わりでメインキャスターを担当し、パートナーにはお天気キャスターとして月・火、水～金という週2名によるシフトで若手の女性リポーターがついていた。
2006年4月3日放送からはメインキャスターに橘しんごを迎え、これまでメインだった女性アナウンサーはパートナーに回り、これまで通り日替わりで登場し、これに伴う形で、お天気キャスターのポジションが廃止となったが、橘は同9月29日放映の回をもって卒業となり10月2日からは再び女性キャスターがメインを担当し、それをサポートする外国人キャスターが登場した。同時にお天気キャスターも復活したが、10月6日以降出演しなくなり、それに関する番組からの告知もない。
2007年4月から番組内容を大幅に変更し、外国人コメンテーター（パネリスト）を大量に増員し、毎週設定されるテーマに沿った各国の現状解説や討論を行う「半蔵門サミット」を展開した。

### メインキャスター
- 徳光正行（2007年10月～、月-金）
- 小泉恵未（2004年4月～、月-水）
- 田野辺実鈴（2006年4月～、木・金曜）

小泉は2004年4月から2007年3月までは火曜のみを担当。田野辺は2006年4月から2007年3月は木曜の担当だった。

### コメンテーター（パネリスト）
- 月曜日　サヘル（イラン）、クララ（フランス）、ジギャン・クマル・タパ（ネパール）
- 火曜日　キンテーロ（メキシコ）、ガウ（フィリピン／イギリス）、パリワル（インド）
- 水曜日　パスカル（ベルギー／日本）、マイケル（アメリカ）、イ（韓国）
- 木曜日　ミレラ（ルーマニア）、スチュアート（オーストラリア）、王（中国）
- 金曜日　デイビット（ガーナ／日本）、オクサナ（ロシア）、ロバート（カナダ）

コメンテーターの出演は流動的。定期出演者のほか、不定期出演のコメンテーターも存在した。コメンテーターの仕事の都合などで出演を見合わせる回は、別コメンテーターが起用された。

### 過去のコメンテーター (2006年10月～2007年3月)
- 月曜日　奥沢優美、マックス・ヴォンシュラー（アメリカ）
- 火曜日　小泉恵未、クリストファー・メイ（オーストラリア）
- 水曜日　三田涼子、ジア・ウル・ラハマン（バングラデシュ）
- 木曜日　田野辺実鈴、オリガ・ベーグン（ロシア）
- 金曜日　上田万由子、クシィティッジ・パリワル（インド）

### 解説
- 龍野健一（2007年4月～2009年3月25日、月-水）
- 立花珠樹（2008年10月9日～2009年3月27日、木・金曜）

### 過去の解説
- 北嶋孝（2007年4月～2008年4月25日、木・金曜）　2008年3月から4月までは金曜日を担当。
- 角田光男（2008年3月6日～10月3日、木・金曜）2008年3月から4月までは木曜日を担当。

## タイムテーブル
7:00 オープニング～天気予報
7:02 交通情報
7:05 ニュース
7:15 TOKYOインフォメーション（東京都提供の広報番組、月曜日・火曜日担当:半田あい、水曜日-金曜日担当:蒼井里紗）
年末年始以外の祝日（2005年度以後はモーニングサプリが休止）も放送。
7:24 徳選記事（新聞各紙の都内面を紹介）
7:34 ニュース
7:40 芸能サプリ
7:58 NY1 NEWS
8:00 ニッポニア・ニッポン
8:25 エンディング～番組終了

## 名物コーナー
shinbunヘッドライン
その日の朝日新聞、毎日新聞、読売新聞、東京新聞の朝刊各紙の都内面の記事と、外国人コメンテーターの母国の新聞記事を厳選して紹介。
芸能サプリ
「芸能サプリ」のコーナーは、ごく一部のアイドルオタクから熱狂的な支持を受けているという。（このコーナーは三重テレビの早朝ワイド番組「おはよう!三重」（現在は放送終了）にもネットワークをしていた。三重テレビの系列新聞社が中日新聞社である関係による）「芸能サプリ」は、東京中日スポーツの紙面からの芸能ニュースを伝えている。
ニッポニア・ニッポン
各国出身のコメンテーター（番組ではパネリストと紹介されることもある）が、毎週設定されるテーマに沿って、各国の現状を紹介・解説するコーナー。テーマの一例に、「自動車」、「外国人」、「お年寄り」、「住まい」、「メディア」、「エコロジー」、「海」、「布」、「資格」、「贈り物」などがあり、多岐に渡る。

## 番組でこれまで放送された企画もの
番組では各曜日ごとに日替わり特集コーナーがあったが、番組のリニューアルに伴い、姿を消している。ここでは2006年3月までに放送されたコーナーを紹介している〈なお一部のコーナーは8時台で継続中）。
- 癒しのツボ
- モバイルサプリ
- お取り寄せ
- 東京0円（東京近郊で無料体験できる施設紹介）
- TOKYO SMALL STAGE（小劇団紹介）
- FC東京情報
- 東京エコ散歩 パッソルといっしょ（インフォマーシャルコーナーで、ヤマハの電気式スクーター「パッソル」を使って都内スポットをリポートした）

※リポーター： 小川まるみ、稲田奈緒
- 商品総合研究所
- 東京ラーメンMAP
- ○○が教える○○屋さん
- 新社会人の作法
- グルメ&フード
- 東京チャレンジ
- ブラッシュアップ!サプリ式
- 暮らしにプラス
- カフェファイル
- 東京ランキング
- 東京アート・フロント
- デパートニュース（デパート情報改題）
- ニュースの疑問解決します!
- 東京NEW NEW（東京近郊の新スポットをリポート）
- 大人の逸品型録（カタログ）
- ぶらっとお出かけ
- 新聞都内面まとめ読み

番組公式サイトでもオンデマンド配信されていたが、2005年4月以後の放送は配信されていない。

## キャスター・リポーターの遍歴
- 前田晴美（東京MXテレビアナウンサー　2003.4～9 月曜日担当）

本人の退職（フリー転向）に伴い同年10月から三田涼子に変更された。
- 高柳恭子（TOKYO FMアナウンサー　2003.4～2004.3 金曜日担当）

青年海外協力隊の一員としてミクロネシアに派遣されたため、2004年4月から火曜日担当の川口佐枝子が木曜日、木曜日の上田万由子が金曜日にそれぞれコンバートされ、新たに火曜日担当は小泉恵未が出演することになった。
- 桐田咲智代（フリーアナウンサー　2003.4～2004.9 水曜日担当）

結婚・出産に伴う産休により2004年10月から月曜担当の三田涼子が水曜日にコンバート。代って奥沢優美が月曜日に新たに出演することになった。
- 児玉マリ（～2004.12）

主に水曜日の「モバイルサプリ」を中心に、日替わりコーナーにもリポーターとして不定期で出演していた。
- 平松夏奈（2004.4～2005.3　月・火曜お天気キャスター）
- 川口佐枝子（東京MXテレビアナウンサー　2003.4～2006.3 当初は火曜日、後に木曜日担当）
- 浅岡志保（2005.4～2006.3　月・火曜お天気キャスター）
- 山口菜穂子（2004.4～2006.3　水～金曜お天気キャスター）
- 橘しんご（2006.4～9　メインキャスター。平日18:00の「TOKYO MX NEWS」キャスター就任のため降板）
- 斎藤恵理（2006.10.2、10.4　気象予報士）

2006年10月から、月・金曜お天気キャスターとして起用されたが、2回のみの出演（うち1回は水曜）で、以後登場していない。
- 美濃岡洋子（2006.10.3、10.5　気象予報士）

上記同様、火・木曜お天気キャスターとして起用されたが、2回のみの出演で、以後登場していない。
- 奥沢優美（2004年10月～2007年3月　月曜日担当）
- 三田涼子（2003年10月～2007年3月　最初2004年9月まで月曜日、2004年10月以後水曜日担当）
- 上田万由子(※)（番組開始当初から2007年3月　金曜日担当）

TOKYO FM報道・情報センターと東京MXテレビ報道制作部を兼務（形式上はTOKYO FM所属となっている）。
- ほっしゃん。（2007.4～9　メインキャスター）

## 備考
休日の休止について
2003年度までは土・日以外毎日放映していたが、2004年度は年末年始、2005年度よりゴールデンウィーク後半の3連休以後の祝日は番組は休止となっていた。ただし「TOKYOインフォメーション」は祝日でも放送（単独番組扱い）されていた。なお、後継番組である『U・LA・LA@7』は2010年度より土・日・年末年始を除き毎日放送されている。

### ネット局
| 放送対象地域 | 放送局                                                                 | 系列      | 放送曜日・時間        | 放送時期                  |
| ------------ | ---------------------------------------------------------------------- | --------- | --------------------- | ------------------------- |
| 東京都       | 東京メトロポリタンテレビジョン（TOKYO MX） TOKYOモーニングサプリ製作局 | 独立UHF局 | 月～金曜日 7:00～8:30 | 2003年4月～ 2009年3月27日 |

| 放送対象地域 | 放送局                | 系列      | 放送曜日・時間            | 放送時期                 | 備考                                                                                           |
| ------------ | --------------------- | --------- | ------------------------- | ------------------------ | ---------------------------------------------------------------------------------------------- |
| 埼玉県       | テレビ埼玉（TVS）     | 独立UHF局 | 月～金曜日 8:00～8:30     | 2003年4月～2006年3月31日 | 首都圏ネット4（現・首都圏トライアングル）                                                      |
| 神奈川県     | テレビ神奈川（tvk）   | 独立UHF局 | 月～金曜日 8:00～8:30     | 2003年4月～2006年3月31日 | 首都圏ネット4（現・首都圏トライアングル）                                                      |
| 千葉県       | 千葉テレビ放送（ctc） | 独立UHF局 | 月～金曜日 8:00～8:30     | 2003年4月～2006年3月31日 | 首都圏ネット4（現・首都圏トライアングル）                                                      |
| 京都府       | 京都放送（KBS）       | 独立UHF局 | 月～金曜日 6:30～8:30     | 2003年4月～2003年9月30日 | 東京インフォメーションの時間帯はKBS自主制作のビデオクリップ番組「μ-point」に差し替えた         |
| 三重県       | 三重テレビ（MTV）     | 独立UHF局 | 月～金曜日 7:45頃～7:58頃 | 2003年4月～2008年3月31日 | 芸能サプリのみで、「おはよう!三重」終了と共に同時ネット終了。別番組でVTRネットは行われている。 |

## スタッフ
- 技術
  - SW（スイッチャー）： 松本賢、森田康司
  - CAM（カメラマン）： 石坂良雄、岡田仁男、高橋元司朗、飛松賢一郎、幡川和雅、伴野匡
  - VE（ビデオエンジニア）： 工藤久哉、児玉大輔、服部博、原田あかね、本間一美、信太修平、平野和宏、原徹行
  - VTR： 金子友紀、工藤久哉、鈴木淳子、原田あかね、渡辺翔太、信太修平、児玉大輔、本間一美、原徹行
  - MIX（ミキサー）： 伊藤兼一、小島薫、山本直樹、畑圭
  - AUD（音声アシスタント）： 畑圭、成田紗弓